# Estació de London Paddington
L'estació de London Paddington o Paddington, és una estació de ferrocarril de Network Rail i del metro de Londres situada a prop del centre de Londres, Anglaterra.
És un dels llocs històrics, després d'haver servit com a terminal de Londres de la companyia Great Western Railway i altres des de 1838. Gran part de l'actual estació es remunta al 1854, i dissenyada per Isambard Kingdom Brunel (fill de Marc Brunel). Aquesta estació va ser la primera a ser servida per un tren de metro del món el 1863.
Tot i la seva història i la necessitat de preservar-ne el lloc, el complex ha estat recentment modernitzat, i ara a més també és terminal del Heathrow Express. L'estació es troba a la Zona 1.

## Metro de Londres
L'estació de metro té parades en diferents línies: Hammersmith & City Line, District Line, Circle Line i Bakerloo Line.
| Anterior estació                           |  | Metro de Londres        |  | Següent estació                               |
| ------------------------------------------ |  | ----------------------- |  | --------------------------------------------- |
|                                            |  | Praed Street            |  |                                               |
| Warwick Avenuedirecció Harrow & Wealdstone |  | Bakerloo Line           |  | Edgware Roaddirecció Elephant & Castle        |
| Bayswaterdirecció Victoria                 |  | Circle Line             |  | Edgware Roaddirecció King's Cross St. Pancras |
| Bayswaterdirecció Wimbledon                |  | District Line           |  | Edgware RoadTerminal                          |
|                                            |  | Bishop's Bridge Road    |  |                                               |
| Royal Oakdirecció Hammersmith              |  | Hammersmith & City Line |  | Edgware Roaddirecció Barking                  |

## National Rail
L'estació de National Rail s'anomena oficialment London Paddington, nom que és més utilitzat a fora de Londres i rarament pels londinecs. Bona part de l'estació data de 1854 quan es va construir com a terminal de Great Western Railway.
| Anterior estació | National Rail | National Rail                                                           | National Rail | Següent estació                            |
| ---------------- | ------------- | ----------------------------------------------------------------------- | ------------- | ------------------------------------------ |
| Terminal         |               | First Great Western Greenford Branch Line Monday-Saturday Only          |               | Acton Main Line                            |
| Terminal         |               | First Great Western Great Western Main Line                             |               | Slough or Reading                          |
| Terminal         |               | First Great Western Night Riviera                                       |               | Reading                                    |
| Terminal         |               | First Great Western Commuter services Great Western Main Line           |               | Acton Main Line Ealing Broadway on Sundays |
| Terminal         |               | Chiltern Railways London Paddington - Gerrards Cross Monday-Friday Only |               | West Ruislip                               |
| Terminal         |               | Heathrow Express Paddington - Heathrow                                  |               | Heathrow Central                           |
| Terminal         |               | Heathrow Connect Paddington - Heathrow                                  |               | Ealing Broadway                            |